# Jan Caeyers
Jan Caeyers (* 1953) ist ein belgischer Dirigent, Musikwissenschaftler und Hochschullehrer. Caeyers gilt als Beethovenspezialist. Er integriert an der Figur Beethoven sein persönliches Wirken als Musikwissenschaftler und darstellender Künstler. Er veröffentlichte 2009 in Amsterdam eine Biografie von Ludwig van Beethoven, die mittlerweile weltweit als Referenzwerk gilt. Dieses Werk erschien 2012 in einer deutschen und wenig später auch in einer englischsprachigen Ausgabe.

## Leben und Werk
Jan Caeyers studierte an der Musikhochschule Wien Orchesterleitung, am Königlichen Konservatorium in Antwerpen Flöte und Musikwissenschaft an der Universität Löwen. Er spezialisierte sich hier auf die Musik des 18. und frühen 19. Jahrhunderts. 1985 promovierte er an der Katholischen Universität Löwen mit einer Arbeit über Jean-Philippe Rameau.
In den 1980er Jahren gründete er zusammen mit einer Gruppe junger Musiker das Nieuw Belgisch Kamerorkest. 1993 gründete er die belgische Beethoven Academie (1993–2006) und wirkte über viele Jahre als musikalischer Leiter dieses Klangkörpers. Er gab mit diesem Orchester zahlreiche Konzerte im internationalen Kunstzentrum deSingel in Antwerpen, in Löwen, Brüssel und im Rahmen des Flandernfestivals. Von 1994 bis 1997 war Caeyers Assistent von Claudio Abbado beim Gustav Mahler Jugendorchester in Wien. Dort arbeitete er intensiv mit Bernard Haitink und Pierre Boulez zusammen. 1996 dirigierte er die Eröffnungstournee des Mahler Chamber Orchestra in Österreich, Deutschland und Italien. Motiviert aus der Arbeit an der Beethovenbiografie heraus gründete Caeyers im Oktober 2010 das neue, in Antwerpen residierende Beethovenorchester Le Concert Olympique. Er leitet selbst dieses Orchester und setzt in und mit diesem Klangkörper die beim Schreiben der wissenschaftlichen Beethovenbiografie gewonnenen Erkenntnisse in musikalische Kunst um. Als freischaffender Dirigent arbeitete Caeyers mit Opernhäusern, Orchestern und Chören in ganz Europa zusammen. Genannt seien hier: Die Staatsoper Stuttgart, Orchester in Berlin, Paris, Madrid, Barcelona, Granada, Florenz, Prag und die Philharmonie von Flandern sowie der Arnold Schönberg Chor in Wien und der Nederlands Kamerkoor.
Zudem wirkt Caeyers seit 1985 als Professor für Musikanalyse, seit 2001 in Teilzeit an der Fakultät für Musikwissenschaft der Katholischen Universität Löwen. Vom 16. bis zum 20. Dezember 2019 eröffnete Caeyers für den SWR das Beethovenjahr 2020 als Gastmoderator der SWR2 Musikstunde mit der fünfteiligen Sendereihe Beethoven – Sein Weg.
2013 wurde Caeyers für seine Beethovenbiografie mit dem Kulturpreis der Provinz Antwerpen ausgezeichnet.

## Werke von Jan Caeyers
- Jean-Philippe Rameaus "Traité de l'harmonie" (1722) en de ontwikkeling van het muziektheoretische denken in de zeventiende eeuw in Frankrijk : een bijdrage tot de epistemologie van de harmonische tonaliteit (Doktorarbeit Leuven, 1984)
- Het "Traité de l'harmonie" (1722) van Jean-Philippe Rameau en de ontwikkeling van het muziektheoretische denken in Frankrijk (= Koninklijke Vlaamse Academie van België voor Wetenschappen en Kunsten [Hrsg.]: Verhandelingen van de Koninklijke Academie voor Wetenschappen, Letteren en Schone Kunsten van België. Klasse der Schone Kunsten. Jg. 51, Nr. 47). Koninklijke Academie voor Wetenschappen, Letteren en Schone Kunsten van België, Brussel 1989, ISBN 90-6569-425-0 (niederländisch, Bearbeitung der Doktorarbeit).
- Beethoven. een biografie. De Bezige Bij, Amsterdam 2009, ISBN 978-90-234-2906-7 (niederländisch).
  - Beethoven. Der einsame Revolutionär. Eine Biographie. Aus dem Niederländischen von Andreas Ecke, C.H. Beck, München 2012, ISBN 978-3-406-74941-4.
  - zuletzt als vollständig bearbeitete, aktualisierte Sonderausgabe, C.H. Beck, München 2020, ISBN 978-3-406-74941-4